# Le Château des messes noires
Pour plus de détails, voir Fiche technique et Distribution.
Le Château des messes noires (Der Fluch der schwarzen Schwestern, littéralement Les Vierges des messes noires) est un film érotico-fantastique allemand, suisse et suédois écrit et réalisé par Joseph W. Sarno, sorti en 1973.

## Synopsis
Dans un château d'Europe centrale, deux jeunes filles sont convoquées pour prendre connaissance d'un testament les rendant héritières de la propriété, à condition qu'elles y séjournent pendant une année complète. Elles sont reçues par la maîtresse des lieux, une femme à l'allure austère nommée Wanda, qui organise la nuit des rites lesbiens sataniques qui célèbrent, dans le sexe et le saphisme, la vampire Varga. 
Coïncidence, le même jour une anthropologue faisant des études sur les superstitions locales et son frère sont victimes d'un accident de la route et demandent l'hébergement au château. Wanda s'avère être la descendante d'une baronne vampire, Varga, brûlée vive il y a plusieurs siècles par les villageois pour vampirisme. Par le truchement de la prêtresse lesbienne Wanda, Varga cherche à se venger en éliminant les descendants de ses tortionnaires.

## Fiche technique
- Titre : Le Château des messes noires
- Titre original : Der Fluch der schwarzen Schwestern
- Réalisation et scénario : Joseph W. Sarno
- Montage : Dietmar Preuss et Karl Fugunt
- Musique : Rolf-Hans Müller
- Photographie : Steve Silverman
- Production : Chris D. Nebe, Dominik Huser et Sture Sjöstedt
- Costumes : Peggy Steffans
- Pays de production :  Allemagne  Suisse,  Suède
- Format : couleur
- Genre : Érotique, fantastique
- Durée : 103 minutes
- Dates de sortie : 
  - Allemagne : 16 octobre 1973
  - France : 3 juillet 1974

## Distribution
- Nadia Henkowa : Wanda, la gouvernante
- Anke Syring : Julia Malenkow, l'anthropologue
- Ulrike Butz : Monika
- Nico Wolferstetter : Peter Malenkow, le frère de Julia
- Marie Forså : Helga
- Claudia Fielers : Samana
- Flavia Keyt : Iris, la blonde